# Heike Schenk-Mathes

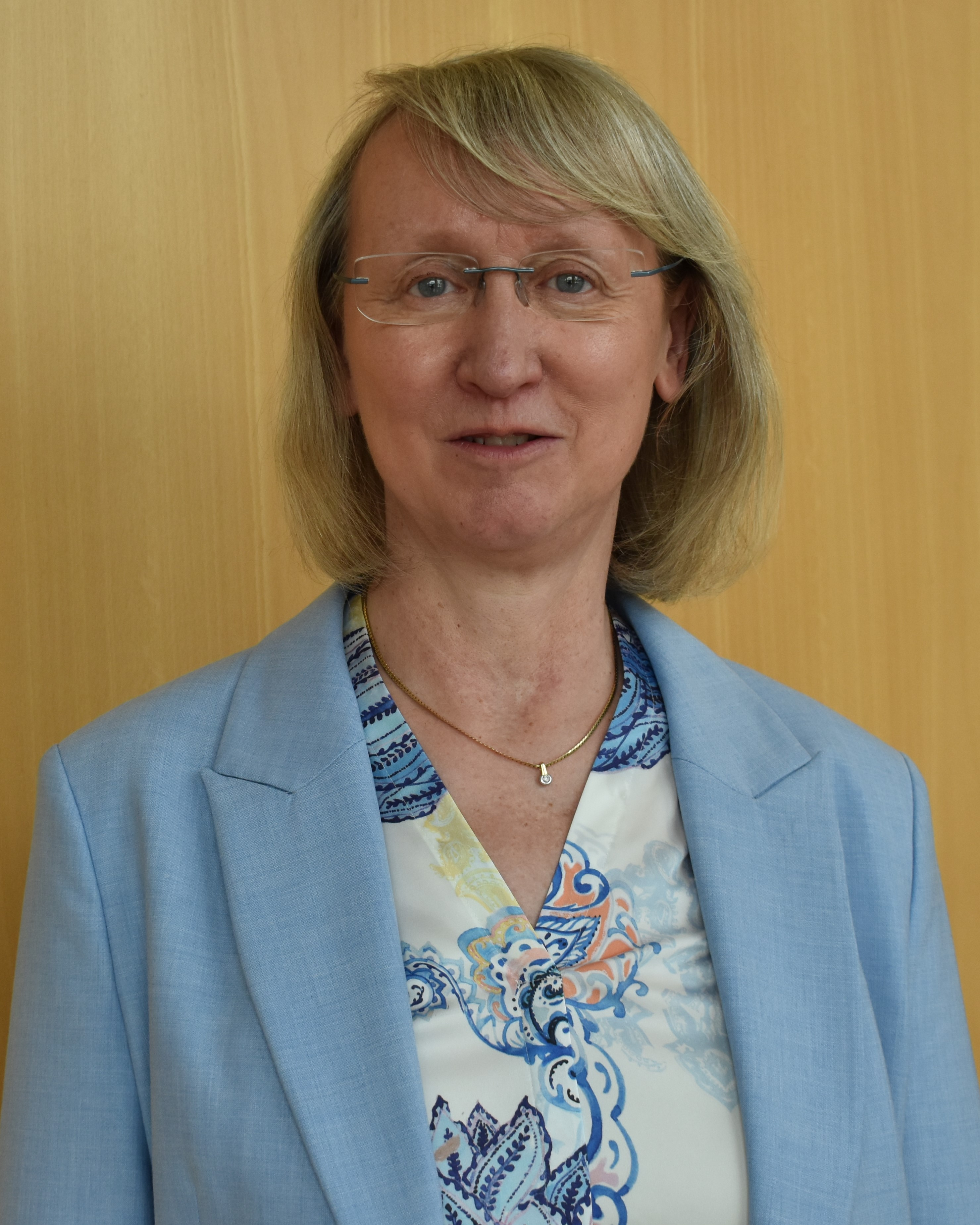
Heike Schenk-Mathes (2022)

Heike Yasmin Schenk-Mathes (* 15. Juli 1961 in Frankfurt am Main) ist eine deutsche Wirtschaftswissenschaftlerin und Professorin an der TU Clausthal.

## Leben
Schenk-Mathes begann 1980 ihr Studium der Betriebswirtschaftslehre an der Johann Wolfgang Goethe-Universität Frankfurt am Main, das sie 1985 mit dem Abschluss Diplom-Kaufmann beendete. 1982 und 1983 besuchte sie zudem die Universität Paris-Dauphine, um dort Volkswirtschaftslehre zu studieren und den Abschluss Licence d’Economie Appliquée zu erwerben. Von 1986 bis 1996 war Schenk-Mathes wissenschaftliche Mitarbeiterin, bzw. ab 1992 Assistentin an der Johann Wolfgang Goethe-Universität, an der sie 1990 mit ihrer Dissertation Entscheidungshorizonte im deterministischen dynamischen Lagerhaltungsmodell zur Dr. rer. pol. promoviert wurde. Von 1992 bis 1994 war Schenk-Mathes zudem Gastdozentin der Fakultät Wirtschafts- und Rechtswissenschaften der TU Chemnitz-Zwickau. Ihre Habilitation und venia legendi schloss sie 1996 mit ihrer Habilitationsschrift Gestaltung von Lieferbeziehungen bei Informationsasymmetrie ab.
Nach einer Vertretungsprofessur für Betriebswirtschaftslehre von 1996 bis 1997 an der Universität Konstanz wurde sie 1997 zur C4-Professorin für Betriebswirtschaftslehre und Betriebliche Umweltökonomie am Institut für Wirtschaftswissenschaft der TU Clausthal berufen. Mit 36 Jahren wurde sie zur jüngsten Professorin in der Geschichte der TU (vormals Bergakademie) Clausthal.
2004 und 2005 war Schenk-Mathes Dekanin des Fachbereichs für Bergbau, Geowissenschaften und Wirtschaftswissenschaften, von 2005 bis 2008 Dekanin der Fakultät für Energie- und Wirtschaftswissenschaften. Von 2011 bis 2019 war sie Mitglied im Hochschulrat der TU Clausthal, bevor sie am 1. Juli 2019 zur nebenberuflichen Vizepräsidentin für Gleichstellung und Förderung des wissenschaftlichen Nachwuchses ernannt wurde. Seit 2021 ist sie in der Landeshochschulkonferenz Niedersachsen LHK in der ständigen Kommission für Gleichstellung.
Nach der Berufung des bisherigen TU-Präsidenten Joachim Schachtner zum Staatssekretär im Niedersächsischen Ministerium für Wissenschaft und Kultur wurde Schenk-Mathes zum 1. Dezember 2022 geschäftsführende Präsidentin (m. d. W. d. G. b.). Schenk-Mathes war damit die erste Frau in der obersten Leitungsposition in der Geschichte der Universität. Zum 1. November 2023 wurde Sylvia Schattauer zur Präsidentin der TU gewählt, unter ihr ist Schenk-Mathes weiter als Vizepräsidentin tätig.